# Vavřinec, Kutná Hora
Vavřinec là một làng thuộc huyện Kutná Hora, vùng Středočeský, Cộng hòa Séc.